# Біргітта Есмарк
Біргітта Еліса Есмарк (норв. Birgitte Elise Esmark, також Birgithe; 13 жовтня 1841, Бревік — 2 квітня 1897, Осло) — норвезька вчена в галузі малакології, громадська діячка та благодійниця. Перша жінка-зоолог Норвегії. Зробила значний внесок у вивчення видового складу та поширення наземних і прісноводних молюсків Норвегії, авторка узагальнюючої оглядової статті на цю тему. Вперше для науки описала широкопоширений вид бурштинок, Oxyloma sarsii (Esmark, 1886). Разом із мисткинею Ідою Ведель Ярлсберг створила низку благодійних організацій, зокрема норвезьку філію Християнської асоціації молодих жінок (YWCA).

## Родина
Біргітта Есмарк походила з родини, що включала чимало відомих скандинавських науковців-природничників. Дочка Ульріке Віборг (1810—1898) та Ганса Есмарка (1801—1882), відомого священика та геолога-мінералога. Його батько, дід Біргітти, Єнс Есмарк, також був мінералогом і геологом й професором Університету Осло, та був одружений на дочці відомого данського зоолога Мортена Тране Брюнніха (який, відповідно, був прадідом Біргітти Есмарк). Дядько Біргітти, брат батька, Лауріц Есмарк, також був зоологом, професором Університету Осло, опікувався зоологічними колекціями цієї установи, перш за все комах та хребетних тварин.
У родині Ганса Есмарка та Ульріке Віборг було 8 дітей.

Відомі представники родини Біргітти Есмарк
Ганс Есмарк (1801—1882), геолог, батько
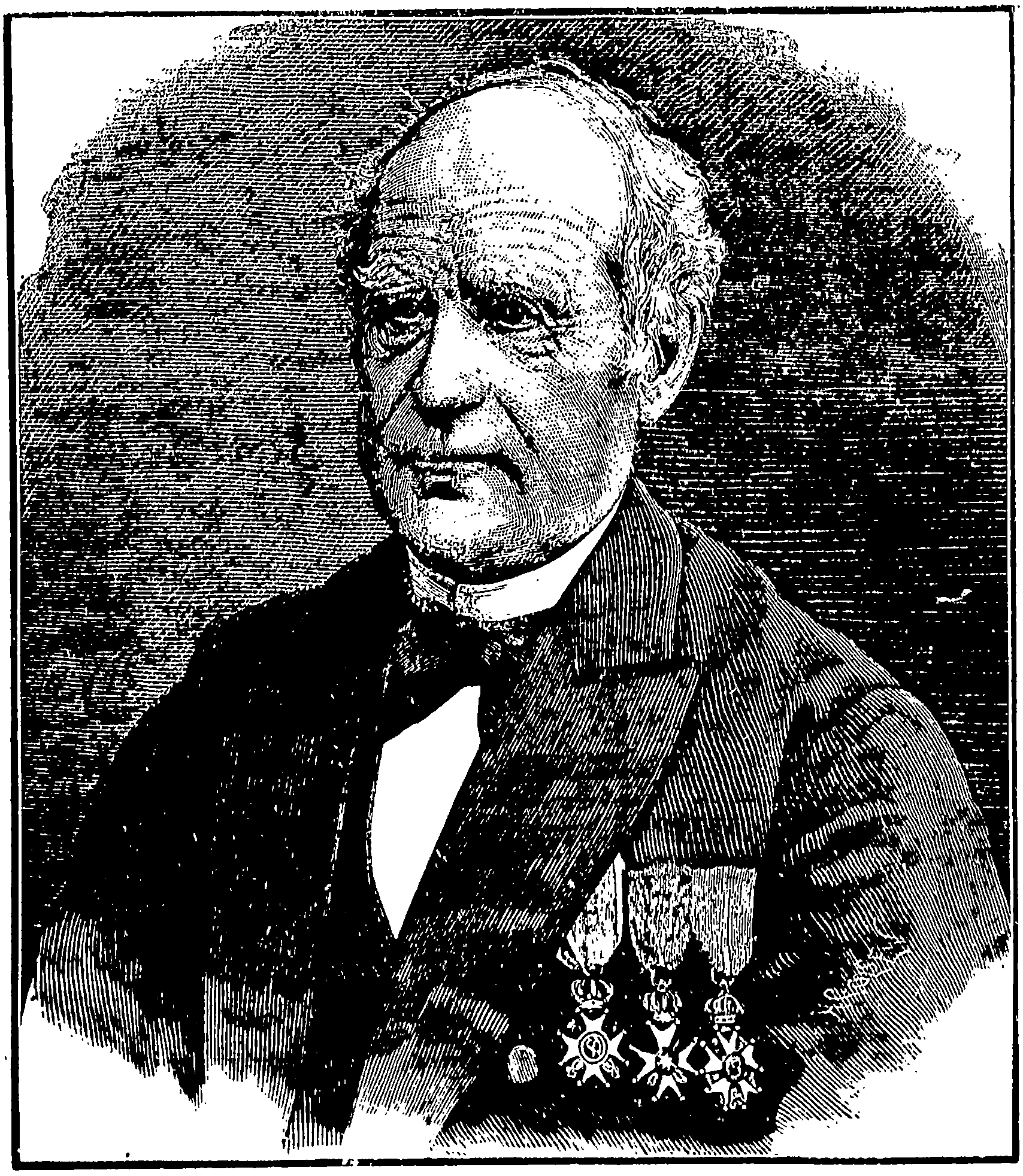
Лауріц Есмарк[no] (1806—1884), зоолог, дядько
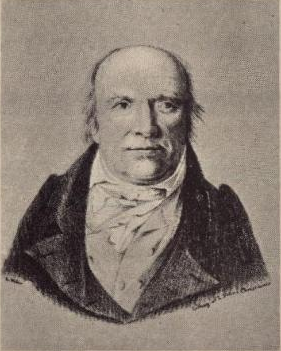
Єнс Есмарк (1763–1839), геолог, дід
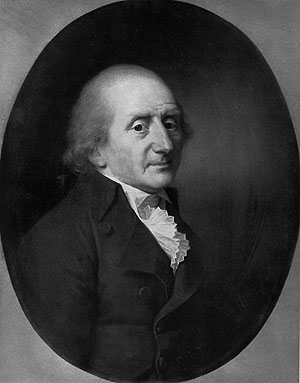
Мортен Брюнніх (1737—1827), зоолог, прадід

## Життєпис

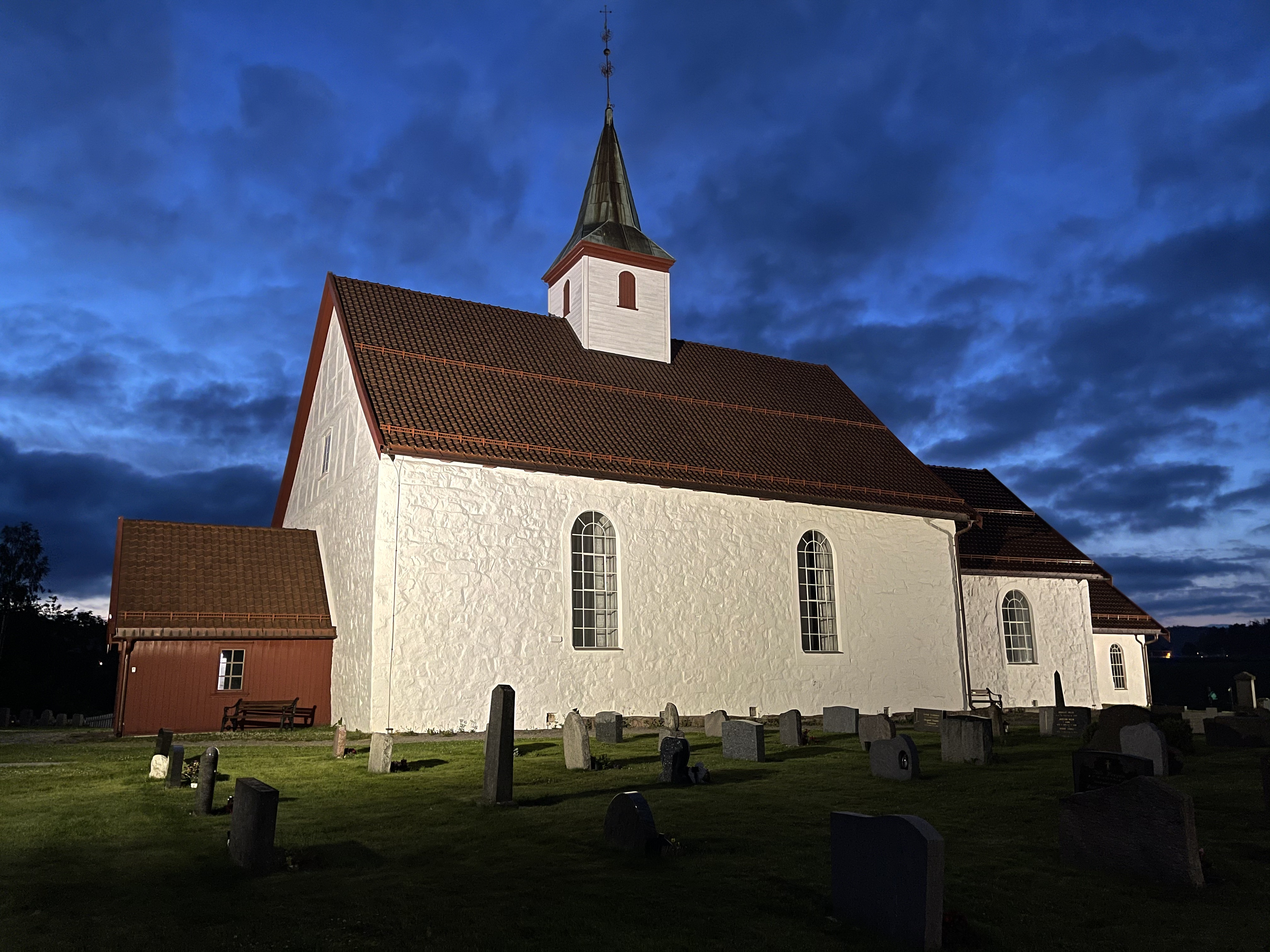
в, де Ганс Есмарк був пастором протягом 1850–1870 років.

### Дитинство
Народилася 13 жовтня 1841 року в містечку Бревік на південному узбережжі Норвегії.
Ганс Есмарк був капеланом муніципалітету Еідангер з резиденцією в Бревіку з 1824 року, де і жила родина. Але 1850 року, коли Біргітті було 9 років, він отримав підвищення до парафіяльного пастора муніципалітету Рамнс у Вестфоллі з резиденцією в селищі Рамнс, за 50 кілометрів від Бревіка вглиб країни, і родина переїхала туди.
У Рамнсі в Есмарків склалися значно гірші стосунки з місцевою громадою, ніж були в Бревіку, що погано вплинуло на психологічний стан Біргітти та на її здоров'я загалом, яке особливо погіршилося з 13 років. Складні стосунки з громадою сприяли тому, що Біргітта багато часу приділяла захопленню батька природничими науками.
Отримала освіту від своїх батька та дядька, науковців геолога та зоолога, відповідно мала відмінні знання з цих дисциплін.

### Період природничих досліджень

Біргітта Есмарк з гідробіологічним сачком та іншим знаряддям для збору молюсків.

Замолоду (за різними свідченнями у 17 років або після 20) захворіла на туберкульоз і згодом, у віці 25 років, була відправлена для оздоровлення на Мадейру, де провела 2 роки, до 1868 року. Після того, як здоров'я покращилося, зібрала на Мадейрі значні колекції мушель молюсків, мінералів, а також рослин, комах і павуків. Принаймні частина з цих матеріалів, зібраних 1868 року, зберігається у Музеї природознавства в Тронгеймі та в колекціях Університету Осло.
Після повернення з Мадейри, з 1868 року, почала активно збирати колекції молюсків Норвегії, спочатку довкола Рамнса. Матеріали зібрані Біргіттою Есмарк з 1868 року в Норвегії були згодом використані в її першій публікації у 1880 році.
У 1870 році Біргітта з батьками переїхала в Осло (тоді Кристіана).
У Норвегії на той час жінки не могли отримати вищу освіту, але, за клопотаннями дядька Біргітти, професора Лауріца Есмарка, її було допущено до прослуховування лекцій в Університеті Осло, хоча вона не мала права складати іспити та отримати диплом.
Більшу частину 1874 року Біргітта Есмарк гостювала в Борнмуті на південному узбережжі Англії у британки місіс Фірнлі, з якою познайомилася та потоваришувала за кілька років до того на Мадейрі. Місіс Фірнлі сприяла виникненню у Біргітти інтересу до благодійної християнської діяльності. Також в Англії продовжувала збирати природничі колекції.
Попри відсутність диплому про зоологічну освіту, Біргітта Есмарк сформувала певну репутацію фахівця з молюсків і у 1879 році стала першою жінкою, що отримала стипендію від Університету Осло на проведення досліджень. Відтоді активно досліджувала молюсків Норвегії. Опублікувала 6 наукових статей у 1880—1886 роках, по дві норвезькою, німецькою й англійською мовами, з них три у норвезьких наукових журналах, дві в провідному німецькому малакологічному журналі «Malakozoologische Blätter» та одну в провідному британському малакологічному журналі «Journal of Conchology». Стаття 1880 року стала першою науковою працею жінки, опублікованою в Норвегії. Одну статтю 1886 року написала у співавторстві зі студентом Захарієм Хоєром, яка залишилася його єдиною опублікованою працею. Написала дисертацію у 1884 році, але не отримала наукового ступеня та не змогла побудувати академічної кар'єри, оскільки та залишалася недоступною для жінок у Норвегії на той час.
Збираючи молюсків у Норвегії, Біргітта Есмарк часто збирала також колекційні зразки й організмів з інших різноманітних груп, що досі зберігаються у музеях країни, зокрема в особливо суттєвій кількості — мохи, також подекуди печіночники, судинні рослини, комахи, базидієві гриби, лишайники, і навіть один екземпляр гуски білолобої, тощо.
Зібрані Біргіттою Есмарк наукові колекції, як молюсків, так й інших організмів, зберігаються у Музеї природознавства в Тронгеймі, в Університеті Осло (частково в університетському Природознавчому музеї) та в Арктичному університеті Тромсе.
Серед наукового оточення Біргітти Есмарк в Університеті Осло був відомий зоолог та гідробіолог Георг Сарс (1837—1927), на честь якого вона назвала бурштинку Oxyloma sarsii (Esmark, 1886). Відомий американський малаколог і кнідаріолог Вільям Гілі Далл у статті 1884 року висловлював подяку Георгу Сарсу та Біргітті Есмарк за надану можливість порівняти його зразки кнідарій з Аляски зі зразками з Норвегії.

### Період громадської та благодійної діяльності

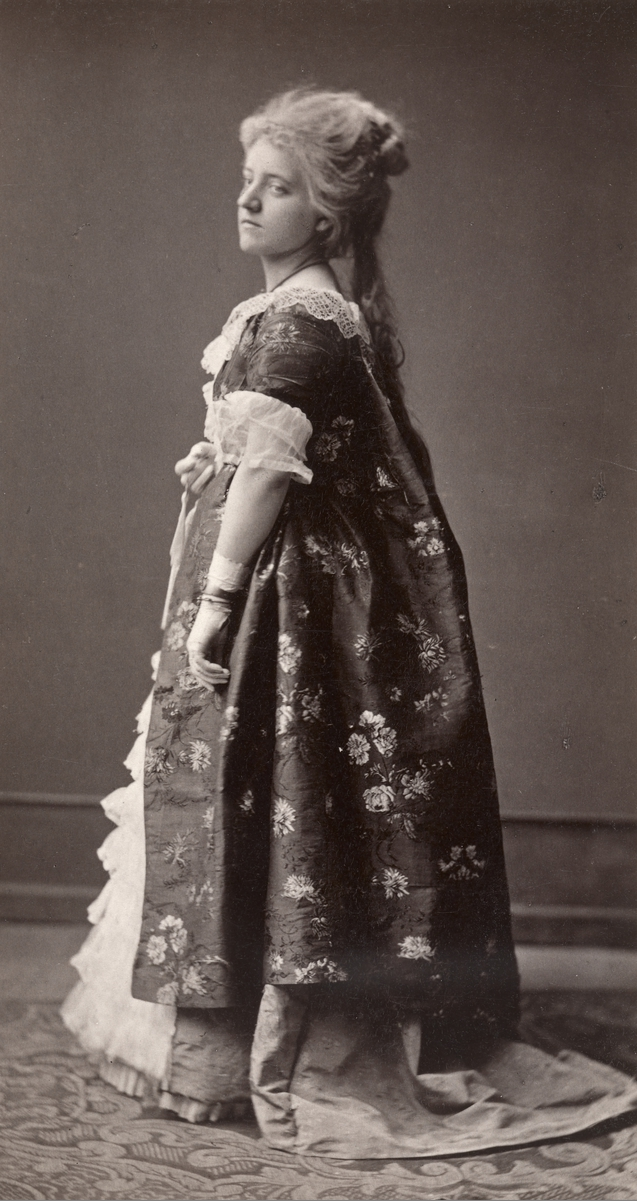
(1855—1929), подруга та партнерка Біргітти Есмарк у громадській та благодійній діяльності.

За життя Біргітта Есмарк була відома у Норвегії не стільки як дослідниця, скільки завдяки громадській і благодійній діяльності.
У 1882 році познайомилася та потоваришувала з Ідою Ведель Ярлсберг (1855—1929), мисткинею з родини графів Ведель Ярлсбергів, фрейліною королеви Софії. Аристократка мала аматорський інтерес до молюсків, зібрала деякі матеріали що були використані в публікаціях Есмарк. Згодом їх об'єднало також бажання займатися благодійницькою діяльністю. Дві подруги відкрили в портовому районі Осло кімнату для навчання бідних дівчат, так звану «школу латання», де навчали арифметиці, мовам, рукоділлю, Біблії тощо.
У 1889 році Біргітта Есмарк та Іда Ведель Ярлсберг організували норвезьку філію Християнської асоціації молодих жінок (YWCA) і у 1893 році — Норвезьку жіночу лігу тверезості (за аналогією з американським Жіночим християнським союзом тверезості). Біргітта Есмарк була секретарем обох організацій, а Іда Ведель Ярлсберг — їх головою.
Як і її подруга Іда Ведель Ярлсберг, Біргітта Есмарк не була одружена і не мала дітей.
Померла від раку 2 квітня 1897 року в Осло у віці 55 років.
Похована на Спаському цвинтарі в Осло. У 1908 році на могилі встановили бронзове погруддя дослідниці.
Невдовзі після смерті Біргітти Есмарк її подруга Іда Ведель Ярлсберг полишила благодійність і зосередилася на живописі, багато часу проводила в Італії та згодом переїхала до Риму.
У 1941 році, до 100 років від дня народження Біргітти Есмарк, у норвезькій газеті «Aftenposten» було опубліковано меморіальну статтю про неї, де зокрема зазначалося наступне:
|  | Вона рано проявила великий талант й успадкувала сімейні здібності та інтерес до природничих наук. ... Але найбільший внесок міс Есмарк зробила як благодійниця. Щаслива доля звела її на початку 1880-х років із спорідненою душею, відомою меценаткою міс Ідою Ведель Ярлсберг, і ці дві енергійні дами разом заснували низку організацій на допомогу й підтримку бідних і знедолених людей, перш за все молодих дівчат. ... Вона була рушійною силою в будь-якій роботі за яку бралася, мала на рідкість ясний і світлий розум, чудові практичні навички та, насамперед, велике й тепле серце для своїх співвітчизників, яким менше поталанило у житті. Оригінальний текст (норв.) Hun la tidlig stor begavelse for dagen og hadde arvet sin slekts anlegg og interesse for naturvidenskapen. ... Men det var som filantrop frøken Esmark kom til å gjøre sin største innsats. En lykkelig skjebne førte henne i begynnelsen av 1880-årene i forbindelse med en åndsbeslektet, den kjente filantrop, frøken Ida Wedel Jarlsberg, og de to energiske damer stiftet i fellesskap en rekke institusjoner for å hjelpe og støtte fattige og forkomne mennesker samt kvinnelig ungdom. ... Hun var en levende kraft i alt arbeide, hadde en sjelden klar og lys forstand, glimrende praktiske anlegg og først og fremst et stort og varmt hjerte for sine uheldigst stillede medmennesker. |

## Дослідження

Малюнок у праці Б. Есмарк 1886 року, що демонструє мінливість прісноводного равлика ' (Müller, 1774).

Біргітта Есмарк досліджувала наземних і прісноводних молюсків Норвегії та їх поширення. Приділяла значну увагу вивченню широтного розподілу молюсків й зокрема вивченню арктичної частини країни. Більшість матеріалів збирала особисто в багатьох регіонах. Також опрацьовувала музейні колекції, зокрема співробітничала з Музеєм Бергена, де обробляла колекції зібрані куратором музею Олафом Єнсеном.
Опублікувала лише 6 наукових праць, кожна з яких містила опис зібраних у Норвегії молюсків і аналіз їх поширення. Найповніший огляд наземних і прісноводних молюсків Норвегії наведено в останній праці дослідниці, «On the land and freshwater Mollusca of Norway», опублікованій англійською в «Journal of Conchology» 1886 року. У цій праці для Норвегії наведено 121 вид молюсків (за тогочасними уявленнями), а також близько 80 варієтетів цих видів. Цей огляд, з урахуванням подальших таксономічних змін, охоплює майже всі нативні види наземних і прісноводних молюсків, відомі для Норвегії за сучасними уявленнями.

Оригінальний малюнок Oxyloma sarsii (Esmark, 1886) в першоописі Б. Есмарк.

Дослідниця запропонувала 2 нових для науки види та 6 нових варієтетів. Наразі визнаним із цих таксонів є лише один, вид Oxyloma sarsii (Esmark, 1886), що був запропонований як варієтет Oxyloma elegans (Risso, 1826) (тоді використовувалася назва Succinea pfeifferi, молодший синонім). Низький відсоток таксонів, що залишаються визнаними, серед описаних Біргіттою Есмарк, пояснюється відсутністю ендеміків серед наземних і прісноводних молюсків Скандинавії, тож вперше описати звідти можна було тільки широкопоширений вид. Саме це і сталося у випадку з Oxyloma sarsii, ареал цього виду охоплює північну, центральну та східну Європу (зокрема Україну), а також Близький Схід, Центральну Азію й більшу частину Сибіру.

## Описані таксони

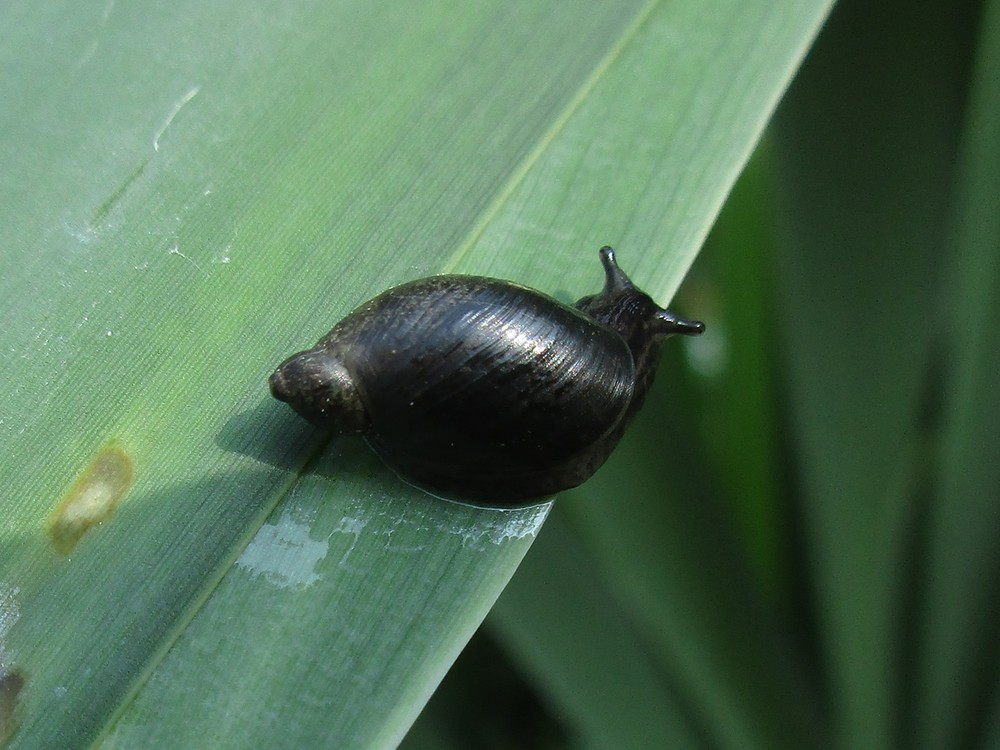
Живий равлик роду ', імовірно Oxyloma sarsii, Нідерланди.

- Hyalina norvegica Esmark, 1880[13] — не використовується[27], синонім Zonitoides nitidus[en] (Müller, 1774)[18]
- Lymnaea truncatula var. Schneideri Esmark, 1882[14] — не використовується[27]
- Lymnaea truncatula var. compressa Esmark, 1882[16] — не використовується[27]
- Succinea Pfeifferi var. Sarsii Esmark in Esmark et Hoyer, 1886[17] — зараз Oxyloma sarsii (Esmark, 1886)[28]
- Gyraulus polaris Esmark et Hoyer, 1886[17] — не використовується[27]
- Limax cinereus var. punctatus Esmark, 1886[18] — не використовується[27]
- Lehmannia marginata var. obscurus Esmark, 1886[18] — не використовується[27]
- Sphaerium mamillanum var. clessini Esmark, 1886[18] — не використовується[27]

У праці Есмарк і Хоєра 1886 року було також вперше описано нині визнаний вид прісноводного двостулкового молюска Pisidium lilljeborgii, але як автор цього опису зазначений Стефан Клессін і, відповідно, цей вид переважно розглядається як Pisidium lilljeborgii Clessin, 1886 (іноді в роді Euglesa). Але, на думку деяких дослідників, авторами опису виду в цьому випадку слід вважати авторів статті, тобто Pisidium lilljeborgii Esmark et Hoyer, 1886. Аналогічна ситуація має місце з назвою Pisidium hoyeri Clessin, 1886, що однак не використовується і вважається синонімом Pisidium casertanum (Poli, 1791).

## Наукові праці
- Esmark B. 1880. Bidrag til Kundskaben om Udbredelsen af Norges Land- og Ferskvandsmollusker i forskjellige Egne of Landet. Nyt Magazin for Naturvidenskaberne. 25: 215—223.
- Esmark B. 1882. Land and freshwater Mollusks in the Arctic region of Norway. Tromsø Museums Aarshefte. 5: 93–104.
- Esmark B. 1882. Die Pisidien des südlichen Norwegens. Malakozoologische Blätter[en]. 5: 1–6.
- Esmark B. 1882. Nyt Bidrag til Kundskaben om Norges Land- og Ferskoands-Mollusker. Nyt Magazin for Naturvidenskaberne. 27: 77–110.
- Esmark B., Hoyer Z. A. 1886. Die Land- und Süsswassermollusken des arctischen Norwegens. Malakozoologische Blätter[en]. 8: 84–123.
- Esmark B. 1886. On the land and freshwater Mollusca of Norway. Journal of Conchology. 5: 90–131.